# Ле Риве да Морлин (Тревизо)
Ле Риве да Морлин је насеље у Италији у округу Тревизо, региону Венето.
Према процени из 2011. у насељу је живело 24 становника. Насеље се налази на надморској висини од 160 м.